# Oullins Sainte-Foy Basket
El Oullins Sainte-Foy Basket es un equipo de baloncesto francés con sede en la ciudad de Sainte-Foy-lès-Lyon, que compite en la NM2, la cuarta competición de su país. Disputa sus partidos en el Gymnase Sainte Barbe.

## Historia
El club nace en 1999 tras la fusión de la Fraternelle D'Oullins y de Sainte Foy Basket Ball.
En 2018 se fusiona con cuatro escuelas de baloncesto de la región (BALE Saint-Genis-Laval, Saint-Genis Oullins Sainte-Foy Féminin, USM Pierre-Bénite y TEO Basket) fundando el Lyon Sud-Ouest Basket Territoire.

## Posiciones en liga
- 2010 - (NM3)
- 2011 - (12-NM2)
- 2012 - (9-NM2)
- 2013 - (7-NM2)
- 2014 - (6-NM2)
- 2015 - (12-NM2)
- 2016 - (8-NM2)
- 2017 - (3-NM2)
- 2018 - (4-NM2)